# MultiMondes (maison d'édition)
 (septembre 2020).
Si vous disposez d'ouvrages ou d'articles de référence ou si vous connaissez des sites web de qualité traitant du thème abordé ici, merci de compléter l'article en donnant les références utiles à sa vérifiabilité et en les liant à la section « Notes et références ».
Pour l’article homonyme, voir Multimondes.
MultiMondes est une maison d'édition de livres québécoise fondée en 1988 par Jean-Marc Gagnon et Lise Morin. La maison a été acquise par le Groupe HMH en 2015.
Les Éditions MultiMondes sont engagées à promouvoir et à diffuser la culture scientifique en publiant des ouvrages destinés au grand public. La maison offre maintenant près de 400 titres qui couvrent des sujets et des enjeux divers touchant entre autres l’environnement, l’astronomie, l’éducation, l’éthique, la santé et l’horticulture.